# Рахметуллин, Акан Акасович
Акан Акасович Рахметуллин (каз. Рахметуллин Ақан Ақасұлы) - казахстанский дипломат, государственный деятель. Родился 2 февраля 1967 года в Алматы.

## Образование
В 1984 г. окончил Алматинскую среднюю школу № 105;
1991 г. — Алматинский энергетический институт (Алматинский университет энергетики и связи), Электро-энергетический факультет, специализация "Физика плазмы";
1999 г. — Дипломатическая академия МИД РК, с отличием
Дипломатический ранг — Чрезвычайный и Полномочный Посланник I класса
1985-1987 гг. - служба в рядах Вооруженных сил СССР, Забайкальский военный округ;

## Трудовая деятельность
Начинал свою трудовую деятельность инженером-исследователем в лаборатории плазмы Алматинского энергетического института в 1989-1992 гг. После этого работал начальником участка плазменного напыления в Корпорации научно-технического сотрудничества "Друза" до 1993 г.
Свою дипломатическую карьеру начал в апреле 1993 г. с должности референта Консульского управления Министерства иностранных дел Республики Казахстан.
1993-1994 гг. - референт, атташе Консульского управления МИД Казахстана.
1994-1996 гг. - атташе, третий секретарь (по консульским вопросам) Посольства Казахстана в Пакистане;
1996-1999 гг. - третий, второй секретарь Главного консульского управления МИД РК.
1999-2002 гг. - второй, первый секретарь, советник Представительства МИД РК в Алматы.
2002-2004 гг. - первый секретарь Постоянного Представительства Казахстана при ООН в Нью-Йорке, вел вопросы Третьего Комитета Генеральной Ассамблеи ООН, выборов в различные органы ООН.
2004-2007 гг. - советник, начальник отдела ОБСЕ, руководитель управления - Центра по продвижению заявки Казахстана на председательство в ОБСЕ, заместитель директора Департамента международного гуманитарно-экономического сотрудничества центрального аппарата МИД Казахстана.
2007-2011 гг. - советник-посланник, заместитель Постоянного Представителя Казахстана при ОБСЕ в Вене, в том числе во время председательства Казахстана в ОБСЕ. Координировал работу второго измерения Организации (вопросы экологии и экономики), а также участвовал в подготовке Саммита ОБСЕ в Астане (2010г.). Казахстан стал первой страной из государств бывшего СССР, председательствовавшей в ОБСЕ. Кроме того, именно во время казахстанского председательства состоялся первый в 21 веке Саммит ОБСЕ (предыдущий Саммит прошел в 1999 г. в Стамбуле); 
2011-20215 гг. - заместитель Постоянного представителя Казахстана при ООН в Нью-Йорке. В этот период шла активная кампания по продвижению кандидатура Казахстана в непостоянные члены Совета Безопасности ООН на 2017-2018гг.;
2015-2019 гг. - директор Департамента многостороннего сотрудничества МИД РК. В июне 2016 г. Казахстан в конкурентной борьбе с Таиландом выиграл его и стал непостоянным членом Совета Безопасности ООН (2017-2018 гг.). В этот период А.Рахметуллин координировал работу Task Force по обеспечению деятельности Казахстана в составе СБ ООН;
2019-2021 гг. - Чрезвычайный и Полномочный Посол Республики Казахстан в Исламской Республике Пакистан;
С 5 апреля 2021 г. - заместитель министра иностранных дел Республики Казахстан;
8 апреля 2022 года назначен первым заместителем Министра иностранных дел Республики Казахстан;
6 октября 2022 года назначен Постоянным представителем Республики Казахстан при Организации Объединенных Наций, Нью-Йорк;
16 мая 2024 года вновь назначен первым заместителем министра иностранных дел РК;
Имеет дипломатический ранг Чрезвычайного и Полномочного Посланника I класса.
Владеет английским и урду языками.

## Награды
Медаль "Ерен еңбек үшін", 2018 г.
Орден "Құрмет", 2022 г.